# Zoo delle Maitine
Koordinaten: 41° 12′ 46″ N, 14° 48′ 20″ O
Der Zoo delle Maitine ist ein zoologischer Garten in Pesco Sannita in der italienischen Provinz Benevento. Er wurde 2016 eröffnet und ist Mitglied der Unione Italiana degli Zoo ed Acquari (UIZA). Der Zoo zeigt bisher etwa 50 Tierarten und legt einen Schwerpunkt auf den Bildungssektor.
Unter anderem hält der Zoo delle Maitine Flachland-Viscachas, eine zoologische Rarität, die sonst nur noch von wenigen anderen (Stand 2017: drei anderen) bekannten Haltern in Europa gezeigt wird.